# Michael Marcussen
Michael Marcussen (født 9. januar 1955) er en forhenværende cykelrytter fra Danmark. Hans foretrukne disciplin var banecykling, hvor han blandt andet blev amatørverdensmester i pointløb. Marcussen deltog ved de olympiske lege i 1980 og 1984. Ved OL ‘84 var Marcussen Danmarks fanebærer.
Marcussen deltog i 36 seksdagesløb, hvor sejren i Perth i 1989 med makker Kim Eriksen er den eneste. To gange er han endt på podiet ved Københavns seksdagesløb, hvor andenpladsen i 1989 med makkeren Tony Doyle er bedste placering.